# Sigmella ectobioides
Sigmella ectobioides är en kackerlacksart som först beskrevs av Henri Saussure 1873.  Sigmella ectobioides ingår i släktet Sigmella och familjen småkackerlackor. Inga underarter finns listade i Catalogue of Life.